# Gerhard Jenemann

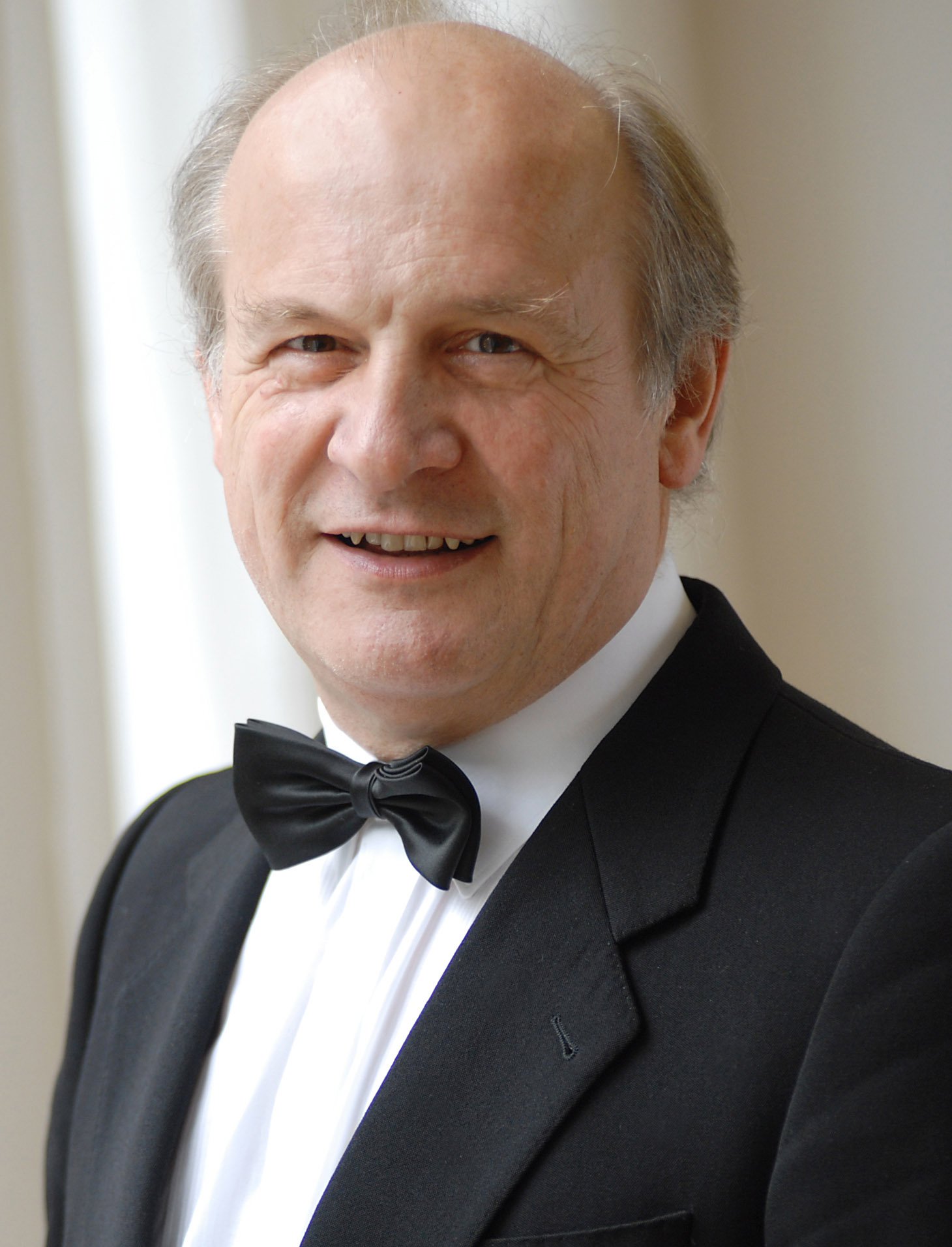
Gerhard Jenemann (2009)

Gerhard Jenemann (* 1951) ist ein deutscher Dirigent.

## Leben
Jenemann studierte an der staatlichen Hochschule für Musik und Darstellende Kunst Frankfurt am Main. Privatstudien und Kurse in Chor und Orchesterleitung bei Martin Stephani, Helmuth Rilling, Andreas Weis, Eric Ericson und Thomas Ungar schlossen sich an. Von 1991 bis 2008 war er Dozent für Chor und Chorleitung am Richard-Strauss-Konservatorium München. Seit der Integration dieses Instituts in die Hochschule für Musik und Theater München gehört Gerhard Jenemann deren Kollegium an und unterrichtet am Leopold-Mozart-Zentrum der Universität Augsburg.
In seinen zahlreichen Konzerten hat er mehrfach deutsche Erstaufführungen bedeutender Kompositionen geleitet, zuletzt im Herbst 2008 mit Wolf-Ferraris Oratorium „La Sulamite“ mit der Jungen Deutschen Philharmonie im Herkulessaal der Münchner Residenz und im Sommer 2009 Johann Christian Bachs „Mailänder Vesperpsalmen“ in der Frauenkirche Dresden.

### Leitung
Er ist Leiter des Süddeutschen Kammerchores und der Vocalsolisten Frankfurt, einem Ensemble professioneller Konzert- und Opernsänger. Hierbei arbeitete er mit vielen bekannten Orchestern wie dem Hessischen Staatsorchester Wiesbaden, den Prager Sinfonikern, den Radiosinfonieorchestern aus Prag, Krakau und Budapest, dem Münchener Kammerorchester oder den Festival Strings Lucerne zusammen.
Schon seit Jahren befasst sich Jenemann intensiv mit der Aufführung vorklassischer Musik und dirigierte hierbei so bekannte Ensembles wie das Freiburger Barockorchester, La Stravaganza Köln, Concerto Köln oder Drottningholms Barockensemble Stockholm. Seine umfangreiche künstlerische Tätigkeit führte ihn auch in zahlreiche europäische Länder, die USA, Kanada und Israel.

## Schriften
- (als Hrsg.): Texte zur Chormusik. Festschrift zum zehnjährigen Jubiläum des Internationalen Chor-Forums ICF. Internationales Chor-Forum, Carus-Verlag, Stuttgart 2001, ISBN 3-923053-94-0

## CDs
- Mailänder Vesperpsalmen (J. Chr. Bach), Stuttgart Carus-Verlag, 2010
- Der Rose Pilgerfahrt op. 112 (Schumann), Stuttgart Carus-Verlag, 2010
- Te Deum (Händel), München Sony BMG Music Entertainment, 2008
- Salzburger Kirchenmusik (Mozart), Bietigheim-Bissingen Rudolf Bayer, 1993